# Legia Honorowa
Order Narodowy Legii Honorowej (fr. L’Ordre national de la Légion d’honneur; Legia Honorowa – Légion d’honneur) – najwyższe odznaczenie nadawane przez państwo francuskie. Legia nadawana jest zarówno cywilom, jak i wojskowym, kobietom i mężczyznom, także cudzoziemcom, za szczególne osiągnięcia w życiu wojskowym i cywilnym. Dewiza orderu to Honneur et Patrie (fr. Honor i Ojczyzna).

## Charakterystyka
Order jest podzielony na pięć klas. Jego członkami mogą być wyłącznie niekarani obywatele francuscy, których obowiązuje limit nadań:
1. I klasa – Krzyż Wielki (Grand Croix) – 75 członków,
2. II klasa – Wielki Oficer (Grand Officier) – 250 członków,
3. III klasa – Komandor (Commandeur) – 1250 członków,
4. IV klasa – Oficer (Officier) – 10 000 członków,
5. V klasa – Kawaler (Chevalier) – 113 425 członków,

z których 2/3 ma być wojskowymi, a 1/3 cywilami. Obcokrajowcy mogą być odznaczani bez limitów, ale nie są zaliczani w poczet członków.
Order jest nadawany za znamienite zasługi dla Francji osobom, które spełniają kryteria utarte przez ponad dwa wieki jego istnienia:
- znamienite zasługi cywilne lub wojskowe,
- bezinteresowne działania dla wspólnego dobra narodu,
- zachowania obywatelskie będące wzorem dla innych,
- długoletnia służba, przynajmniej 20 lat aktywności[2][3].

Wręczanie Legii Honorowej odbywa się trzy razy do roku: w Nowy Rok, Wielkanoc i Święto Narodowe Francji.
Wielkim Mistrzem (grand maître) orderu i kawalerem jego Krzyża Wielkiego noszonego na łańcuchu jest każdorazowo urzędujący prezydent Republiki Francuskiej. Wielki Kanclerz (grand chancelier) wybierany jest spośród odznaczonych Krzyżem Wielkim na sześcioletnią kadencję. Wielki Kanclerz wchodzi w skład kapituły orderu nazwanej Radą Orderu Legii Honorowej (conseil  de  l’ordre  de  la  Légion  d’honneur), którą tworzy wraz z piętnastoma członkami wybranymi spośród odznaczonych pierwszymi trzema klasami orderu oraz po jednym członku spośród odznaczonych IV i V klasą. Członkowie są mianowani przez Wielkiego Mistrza, z nominacji Wielkiego Kanclerza, na dwuletnią kadencję. Zarówno kanclerz jak i członkowie mogą być obierani wielokrotnie.
W kolejności starszeństwa francuskich odznaczeń Order Legii Honorowej znajduje się na pierwszym miejscu, przed Orderem Wyzwolenia.
Łączna liczba odznaczonych Legią wynosi około jednego miliona, w tym 2796 udekorowanych I klasą.
Struktura Legii Honorowej z jej pięcioma klasami stała się wzorcem dla większości ustanowionych w XIX i XX wieku wieloklasowych orderów świata. Do wyjątków należą ordery bez podziału na klasy jak np. angielski Order Podwiązki, duński Order Słonia, rosyjski Order św. Andrzeja, polski Order Orła Białego, szwedzki Order Serafinów czy szkocki Order Ostu noszone w postaci szerokiej szarfy z jednego ramienia na drugi bok (wielka wstęga) lub na łańcuchu, albo Order Złotego Runa, Order Złotej Ostrogi wieszane na szyi (komandoria) lub na łańcuchu.
Poprzednikiem Orderu Legii Honorowej, z podziałem na klasy, był wojskowy trzyklasowy Order św. Ludwika, ustanowiony przez króla Ludwika XIV w 1693, po którym Legia przejęła czerwoną (właściwie: szkarłatną) barwę wstęgi.

## Historia

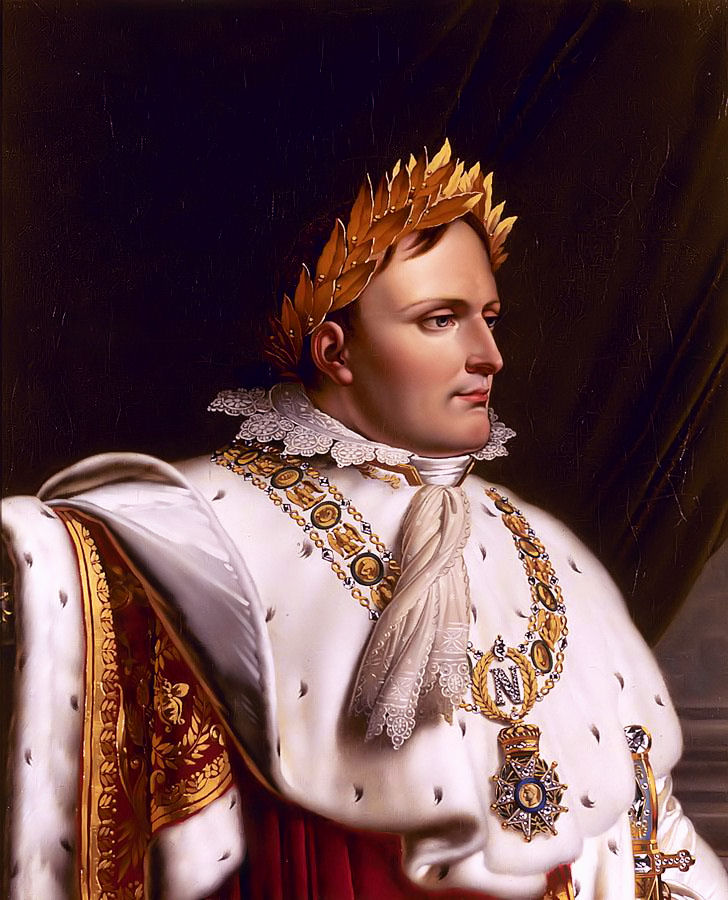
Napoleon Bonaparte z Łańcuchem Legii Honorowej (1804)

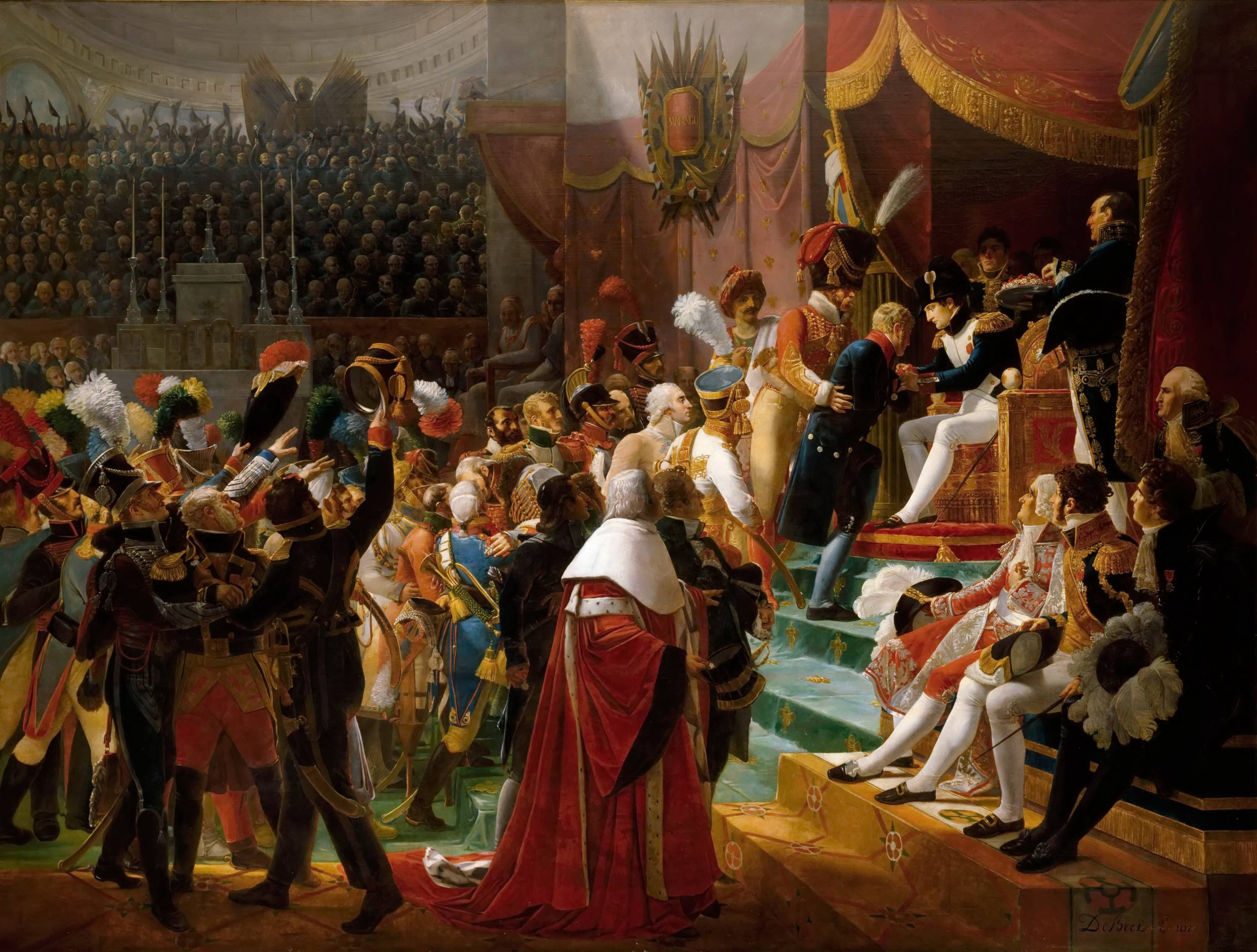
14 lipca 1804 – Napoleon Bonaparte odznacza pierwszych kawalerów Legii Honorowej

W czasie rewolucji francuskiej wszystkie ordery królewskie zostały zniesione w wyniku obrad Zgromadzenia Narodowego obradującego od 30 lipca do 6 sierpnia 1789. Likwidacji uległy ordery św. Michała, św. Ducha, św. Ludwika, Zasługi Wojskowej i św. Huberta. Zakazano również noszenia orderów zakonów św. Łazarza, św. Jana (Maltański) i innych. Dopiero Konstytucja 1791 roku wprowadziła nowe zaszczytne nagrody narodowe, w tym medale pamiątkowe jako odznaczenie. Ich dopełnieniem było wprowadzenie broni honorowej przez konsulów 22 grudnia 1799, jako nagrody wyłącznie dla czynnych wojskowych.
Legia Honorowa została ustanowiona przez Napoleona Bonapartego, pierwszego konsula Republiki Francuskiej późniejszego cesarza Napoleona I, 19 maja 1802, według kalendarza rewolucyjnego 29 floréala roku X.
Według pierwotnych planów Napoleona Legia miała właściwie być rodzajem gwardii republikańskiej, instytucją polityczną broniącą osiągnięć republiki i walczącą o utrzymanie zasad wolności, równości i braterstwa, ale już przy głosowaniu w parlamencie nad wprowadzeniem odznaczenia Pierwszy Konsul trafił na opór skrajnych republikanów, którzy uważali że wszelkie odznaczenia są niezgodne z zasadami Republiki: tak więc w Radzie Stanu było 14 głosów za i 10 przeciw, w Trybunacie 56 za i 38 przeciw oraz w Ciele Ustawodawczym 166 za i 100 przeciw.
Według pierwszych statutów z 2 lipca 1802, opracowanych wstępnie przez Pierre’a Louisa Roederera, składających się z 19 artykułów, Legia została podzielona na cztery klasy: Legionisty (Légionnaire), Oficera (Officier), Komendanta (Commandant) oraz Wielkiego Oficera (Grand Officier). Otrzymała Wielką Radę Administracyjną składającą się z trzech konsulów i 16 kohort oraz I konsula – samego Napoleona (jako Mistrza Legii Honorowej i przewodniczącego WRA z urzędu). Jego dwóch braci Józef i Lucjan oraz generał Kellermann pełniło funkcję trzech konsulów zasiadających (od 14 sierpnia 1804 do rady należał także Étienne Lacépède jako Wielki Kanclerz, a Dejean jako Wielki Skarbnik). Legię podzielono na 16 kohort (prowincji terytorialnych), na których czele stali „wielcy oficerowie”, znani wojskowi np. Bernadotte, Ney, Murat, z których prawie wszyscy zostali później marszałkami Francji. Każda z kohort składała się z 7 Wielkich Oficerów, 20 Komandorów, 30 Oficerów i 350 Legionistów. Dowódcy kohort zasiadali w radzie administracyjnej Legii. Wszyscy posiadacze broni honorowej zostali przyjęci w poczet członków Legii.
Każda kohorta otrzymała jako dotację dobra państwowe o wartości 200 000 franków.
Każdy Wielki Oficer pobierał rentę w wysokości 5000 franków, komandorom przysługiwała suma 2000 franków, oficerom 1000 franków i legionistom (kawalerom) 250 franków. Po proklamacji Cesarstwa podniesiono te dotacje o prawie 100%. Początkowo Legia miała liczyć włącznie z cudzoziemcami 6512 „legionistów”, ale już w 1806 było ich ok. 10 000, w 1810 – 19 000, w 1814 – 87 000. Nadawano Legię w dniu 14 lipca.
Dopiero dekret cesarski z 11 lipca 1804 ustalił istnienie odznaki orderowej, gdzie pierwsze trzy klasy otrzymywały odznaki złote, a najniższa – srebrne. Pierwsza ceremonia dekoracji odbyła się 15 lipca 1804.
Później, 30 stycznia 1805 roku dodano klasę najwyższą – Wielki Orzeł (Grand Aigle), oraz zmieniono nazwę klasy Komendant na Komandor (Commandeur), zaś klasy Legionista na Kawaler (Chevalier).
Po bitwie pod Austerlitz (1805) Napoleon założył w pałacu Ecouen w Paryżu pierwszy sierociniec dla dzieci i małoletnich sióstr poległych „legionistów” oraz polecił wszystkim kohortom otwarcie podobnych instytucji oraz przytułków dla inwalidów wojennych w obrębie poszczególnych jurysdykcji. Do 1814 powstało sześć dalszych sierocińców oraz pensja w Saint-Germain-en-Laye dla córek poległych legionistów. Podkreśla to wybitnie ówczesny charakter Legii Honorowej jako instytucji.
Po restauracji Burbonów król Ludwik XVIII dekretem z 19 lipca 1814 zmienił nazwę najwyższej klasy na Wielka Wstęga (Grand Cordon).
Po Stu dniach Napoleona i powrocie króla Ludwika XVIII na francuski tron, nadał on Legii nowe statuty 26 marca 1816. Nazwę orderu zamieniono na Order Królewski Legii Honorowej, najwyższą klasę przemianowano na Krzyż Wielki (Grand-Croix) i ograniczono liczbę francuskich kawalerów do 80 I klasy, 100 II klasy, 400 III klasy, 2000 IV klasy. Liczba kawalerów V klasy pozostała nieograniczona. Kohorty zlikwidowano. Ustalono, że z wnioskami o nadanie orderu mogły występować ministerstwa sprawiedliwości, spraw zagranicznych, spraw wewnętrznych, finansów, wojny, marynarki i policji oraz osobno Wielki Kanclerz orderu, wszystkie według ustalonych z góry proporcji. Mimo że Burbonowie przywrócili dawne ordery królewskie i nadali w latach 1815–1830 – 12 180 krzyży św. Ludwika i 100 krzyży św. Michała, Legia nadal była ceniona i poszukiwana: posiadało ją 54 tys. osób. Sierocińce i inne zakłady charytatywne Legii z czasów napoleońskich rozwiązano i założono w Saint-Denis szkołę dla 500 córek kawalerów Legii z 400 miejscami darmowymi.
Król Ludwik Filip I zachował z niewielkimi zmianami statuty Ludwika XVIII i mianował w ciągu 18 lat swego panowania ok. 25 tys. kawalerów. Za jego czasów nadawano Legię dwa razy do roku, 1 stycznia i w dzień św. Filipa Apostoła.
Napoleon III wprowadził nowe ustalenia dotyczące liczby kawalerów: 80 I klasy, 200 II klasy, 1000 III klasy, 4 tys. IV klasy, przy nieograniczonej liczbie kawalerów V klasy. Za jego panowania odznaczano Legią przeciętnie 300–400 osób rocznie nie licząc cudzoziemców. W czasach Napoleona III zaczęto nadawać Legię również kobietom – pierwszą odznaczoną była sierżant armii francuskiej Angelique Duchemin (15 sierpnia 1851). Za II Cesarstwa Legię nadawano zawsze w ten dzień, rocznicę urodzin Napoleona I, ogłoszony świętem narodowym. Ustalono także nowe renty roczne dla kawalerów: V klasa – 250 franków, IV klasa – 500, III klasa – 1000, II klasa – 2000 i I klasa 3000 franków.
Władze III Republiki 28 października 1870 wydały dekret, zgodnie z którym Order Narodowy Legii Honorowej miał być nadawany tylko żołnierzom (postanowienie uchylono 25 lipca 1873, wracając do dawnego systemu). Oprócz kolejnej zmiany wizerunku insygniów orderowych (m.in. wprowadzono profil Marianny i datę "1870") postanowiono ograniczyć liczbę kawalerów Legii Honorowej. Podczas II wojny światowej Legia stanowiła najwyższe odznaczenie zarówno walczącej z Osią Wolnej Francji (od 1943 Francja Walcząca) jak i marionetkowego Państwa Francuskiego.
W IV Republice usunięto datę 1870 w związku ze zmianami w systemie prawnym po wojnie. 28 listopada 1962 władze V Republiki ustanowiła Kodeks Legii Honorowej, wprowadzający obowiązujące do dziś liczby odznaczonych poszczególnymi klasami.

## Wielcy Mistrzowie

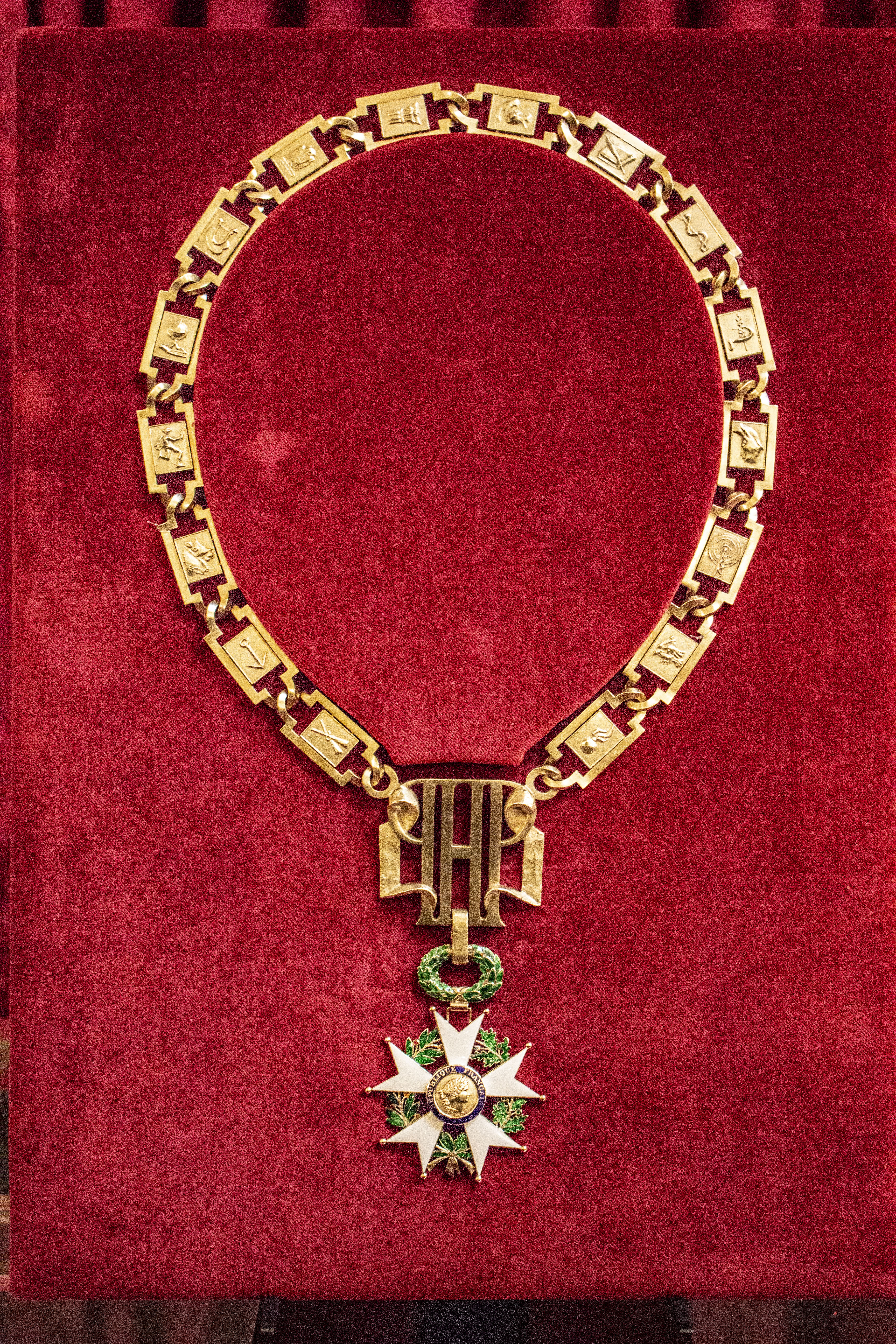
Łańcuch Wielkiego Mistrza według wzoru z 1953

- I Konsul (od 1804 Cesarz Francuzów) Napoleon Bonaparte (Napoleon I): 19 maja 1802 – 3 kwietnia 1814 i 20 marca – 22 czerwca 1815
- Król Francji Ludwik XVIII: 19 lipca 1814 – 16 września 1824
- Król Francji Karol X: 16 września 1824 – 2 sierpnia 1830
- Król Francuzów Ludwik Filip I: 9 sierpnia 1830 – 24 lutego 1848
- Prezydent Republiki Francuskiej (od 1852 Cesarz Francuzów) Ludwik Napoleon Bonaparte (Napoleon III): 20 grudnia 1848 – 4 września 1870
- Szef Państwa i Rządu Republiki (następnie Prezydent Republiki Francuskiej) Adolphe Thiers: 21 lutego 1871 – 24 maja 1873
- Prezydent Republiki Francuskiej Patrice de Mac Mahon: 24 maja 1873 – 30 stycznia 1879
- Prezydent Republiki Francuskiej Jules Grévy: 30 stycznia 1879 – 2 grudnia 1887
- Prezydent Republiki Francuskiej Sadi Carnot: 3 grudnia 1887 – 25 czerwca 1894
- Prezydent Republiki Francuskiej Jean Casimir-Perier: 27 czerwca 1894 – 16 stycznia 1895
- Prezydent Republiki Francuskiej Félix Faure: 17 stycznia 1895 – 16 lutego 1899
- Prezydent Republiki Francuskiej Émile Loubet: 18 lutego 1899 – 18 lutego 1906
- Prezydent Republiki Francuskiej Armand Fallières: 18 lutego 1906 – 18 lutego 1913
- Prezydent Republiki Francuskiej Raymond Poincaré: 18 lutego 1913 – 18 lutego 1920
- Prezydent Republiki Francuskiej Paul Deschanel: 18 lutego – 21 września 1920
- Prezydent Republiki Francuskiej Alexandre Millerand: 23 września 1920 – 11 czerwca 1924
- Prezydent Republiki Francuskiej Gaston Doumergue	13 czerwca 1924 – 13 czerwca 1931
- Prezydent Republiki Francuskiej Paul Doumer: 13 czerwca 1931 – 7 maja 1932
- Prezydent Republiki Francuskiej Albert Lebrun: 10 maja 1932 – 10 lipca 1940
- Szef Państwa Francuskiego Philippe Petain: 10 czerwca 1940 – 20 sierpnia 1944[20]
- Przewodniczący Rządu Tymczasowego Republiki Charles de Gaulle: 13 listopada 1945 – 23 lutego 1946
- Przewodniczący Rządu Tymczasowego Republiki Félix Gouin: 23 stycznia 1946 – 19 czerwca 1946
- Przewodniczący Rządu Tymczasowego Republiki Georges Bidault: 19 czerwca 1946 – 16 grudnia 1946
- Prezydent Republiki Francuskiej Vincent Auriol: 16 stycznia 1947 – 16 stycznia 1954
- Prezydent Republiki Francuskiej René Coty: 16 stycznia 1954 – 8 stycznia 1959
- Prezydent Republiki Francuskiej Charles de Gaulle: 8 stycznia 1959 – 28 kwietnia 1969
- Prezydent Republiki Francuskiej Georges Pompidou: 20 czerwca 1969 – 2 kwietnia 1974
- Prezydent Republiki Francuskiej Valéry Giscard d’Estaing: 27 maja 1974 – 21 maja 1981
- Prezydent Republiki Francuskiej François Mitterrand: 21 maja 1981 – 17 maja 1995
- Prezydent Republiki Francuskiej Jacques Chirac: 17 maja 1995 – 16 maja 2007
- Prezydent Republiki Francuskiej Nicolas Sarkozy: 16 maja 2007 – 15 maja 2012
- Prezydent Republiki Francuskiej François Hollande: 15 maja 2012 – 14 maja 2017
- Prezydent Republiki Francuskiej Emmanuel Macron: od 14 maja 2017

## Historia insygniów
Legia Honorowa była pierwszym odznaczeniem krajów chrześcijańskich, którego oznaka nie posiadała formy krzyża, lecz gwiazdy (naśladowców znalazła nawet w XX wieku, zob. m.in. Order Białego Lwa i Order Zasługi Rzeczypospolitej Polskiej, czy belgijski Order Korony). Order istniał pod siedmioma systemami politycznymi, które kolejno panowały nad Francją, i każdy z nich zmieniał wygląd orderu według aktualnych zasad ideologicznych. Niezmieniona pozostawała tylko podstawowa forma orderu – emaliowana obustronnie na biało pięcioramienna gwiazda, z ramionami krzyża maltańskiego jako promieniami, z emaliowanym na zielono wieńcem laurowym między ramionami. Awers i rewers medalionów oraz wygląd gwiazdy przysługującej kawalerom I i II klasy zmieniały się z każdym kolejnym ustrojem politycznym. Order służył w swych dziejach czterem monarchiom i czterem republikom.
Do 1914 odznaki I do IV klasy wykonywane były w złocie, później w pozłacanym srebrze.
Prezydent Republiki Francuskiej nosi jako Wielki Mistrz odznakę Wielkiego Krzyża Legii na łańcuchu składającym się z 16 złotych ogniw.

### Konsulat Napoleona (1802–1804)
- Order: pięcioramienna gwiazda z emaliowanymi na biało ramionami, bez kulek na szpicach ramion.
- Medalion: na awersie głowa Napoleona I zwrócona na lewo, otoczona napisem Bonaparte Ier Consul, na rewersie orzeł napoleoński, otoczony dewizą orderu Honneur et Patrie.
- Zawieszka: proste złote kółko. Szpice gwiaździstych ramion bez kulek. Brak ozdób między ramionami odznaki.

### I Cesarstwo (1804–1814 i 1815)
- Order: pięcioramienna gwiazda z emaliowanymi na biało ramionami, na których szpicach znajdują się kulki (w klasie V srebrne, w pozostałych złote), między ramionami emaliowany na zielono wieniec laurowo-dębowy.
- Medalion: na awersie uwieńczona wieńcem laurowym głowa Napoleona I zwrócona na lewo otoczona napisem Napoléon Empereur et Roi, na rewersie orzeł napoleoński otoczony napisem Honneur et Patrie.
- Zawieszka: złota korona cesarska (w V klasie srebrna).
- Gwiazda do orderów I i II klasy: w medalionie środkowym orzeł napoleoński otoczony napisem Honneur et Patrie, z promieniami między ramionami.

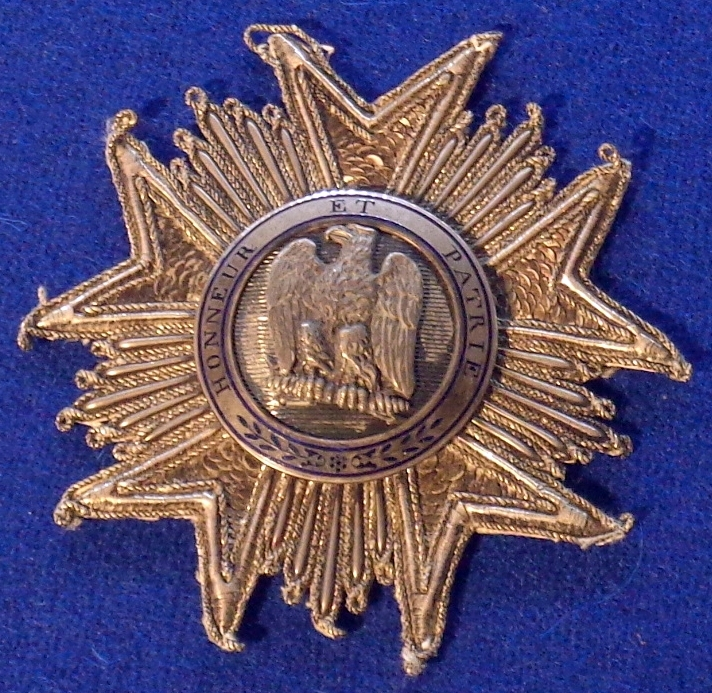
Gwiazda orderowa
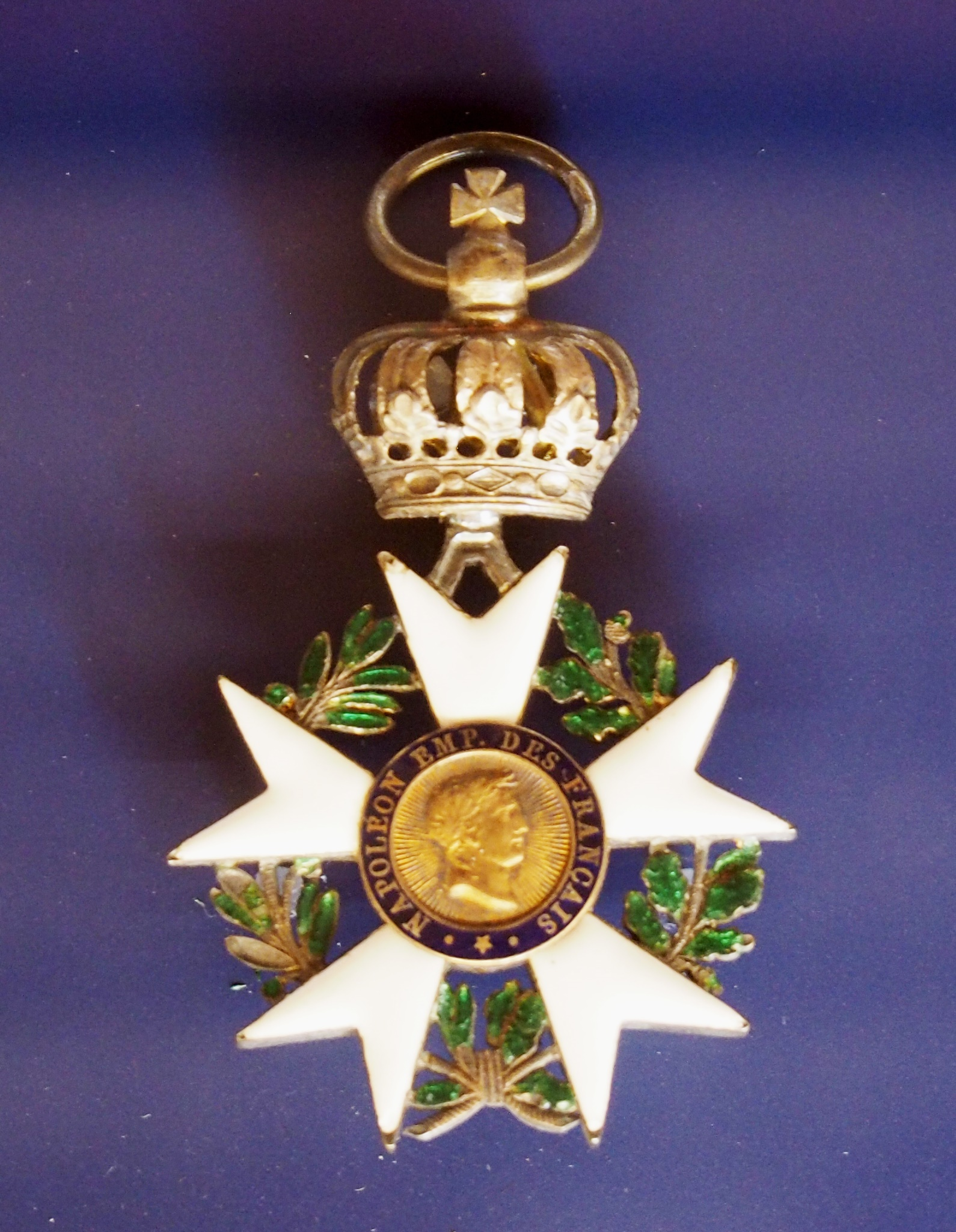
Awers III klasy
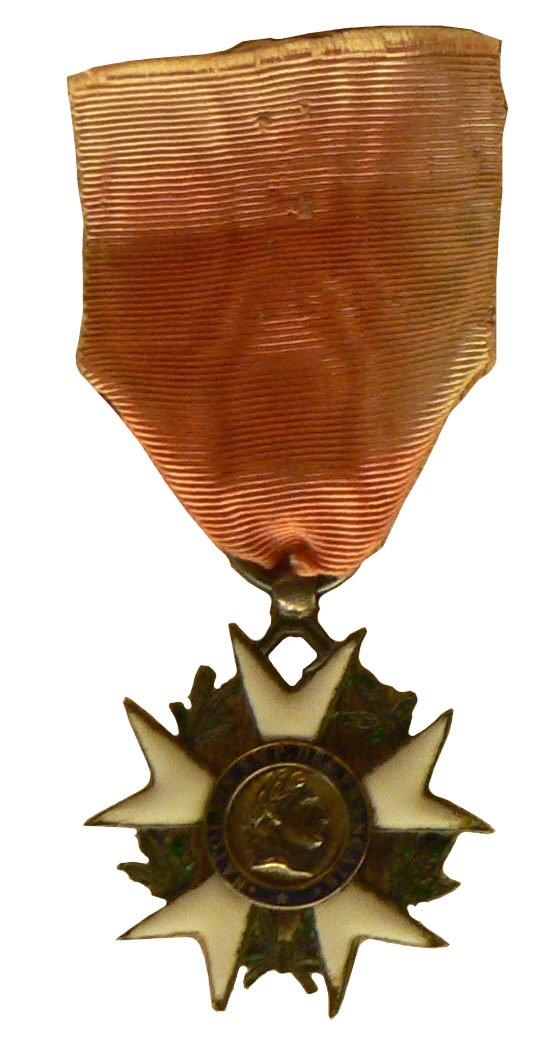
Awers V klasy (wersja bez korony)

### Restauracja Burbonów (1814 i 1815–1830)
- Order: pięcioramienna gwiazda z emaliowanymi na biało ramionami, na których szpicach znajdują się kulki (w klasie V srebrne, w pozostałych złote), między ramionami emaliowany na zielono wieniec laurowo-dębowy
- Medalion: na awersie uwieńczona wieńcem laurowym zwrócona na lewo głowa króla Henryka IV otoczona napisem Henri IV Roi de France et de Navarre, na rewersie lilie francuskie (fleur-de-lis).
- Zawieszka: złota (w V klasie srebrna) korona królewska.
- Gwiazda do orderów I i II klasy: w medalionie środkowym uwieńczona wieńcem laurowym głowa Henryka IV otoczona napisem Honneur et Patrie, między ramionami lilie francuskie.

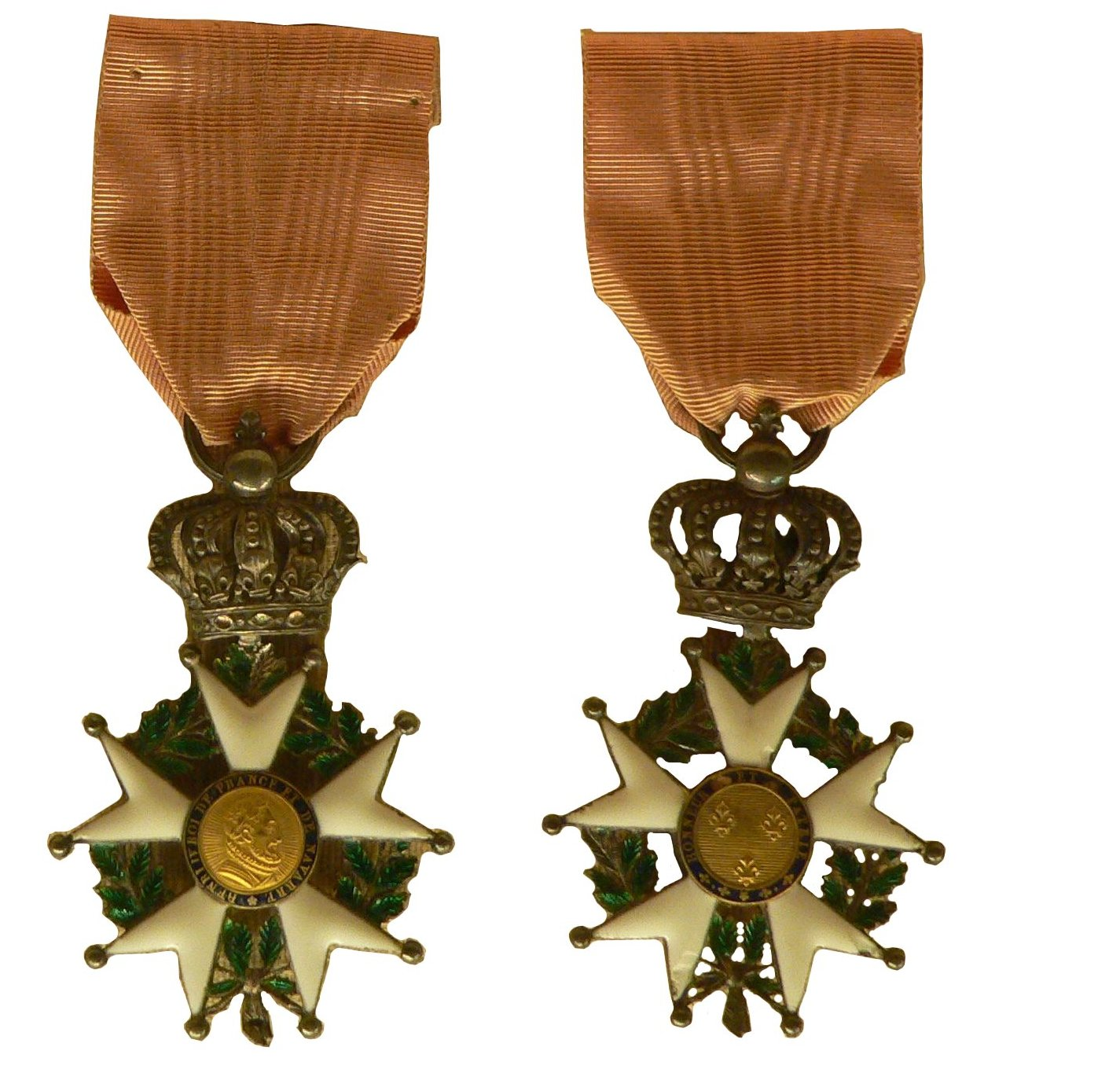
Awers i rewers V klasy

### Monarchia lipcowa (1830–1848)
- Order: pięcioramienna gwiazda z emaliowanymi na biało ramionami, na których szpicach znajdują się kulki (w klasie V srebrne, w pozostałych złote), między ramionami emaliowany na zielono wieniec laurowo-dębowy.
- Medalion: na awersie profil Henryka IV otoczony jego imieniem, na rewersie dwie skrzyżowane flagi francuskie (Tricolore).
- Zawieszka: złota korona królewska (w klasie V srebrna).
- Gwiazda do orderów I i II klasy: w medalionie środkowym uwieńczona wieńcem laurowym głowa Henryka IV otoczona napisem Honneur et Patrie, między ramionami flagi Francji.

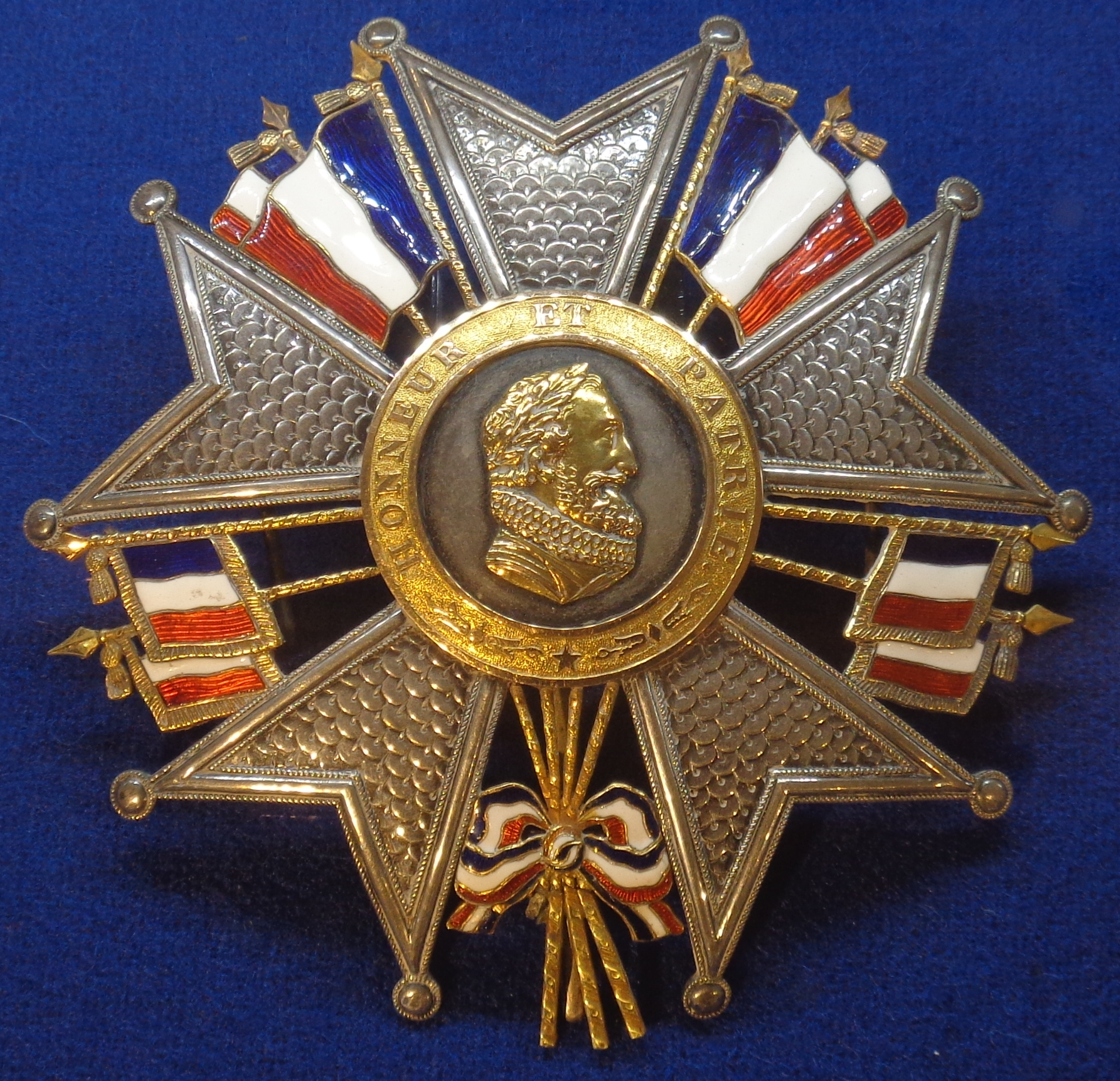
Gwiazda orderowa
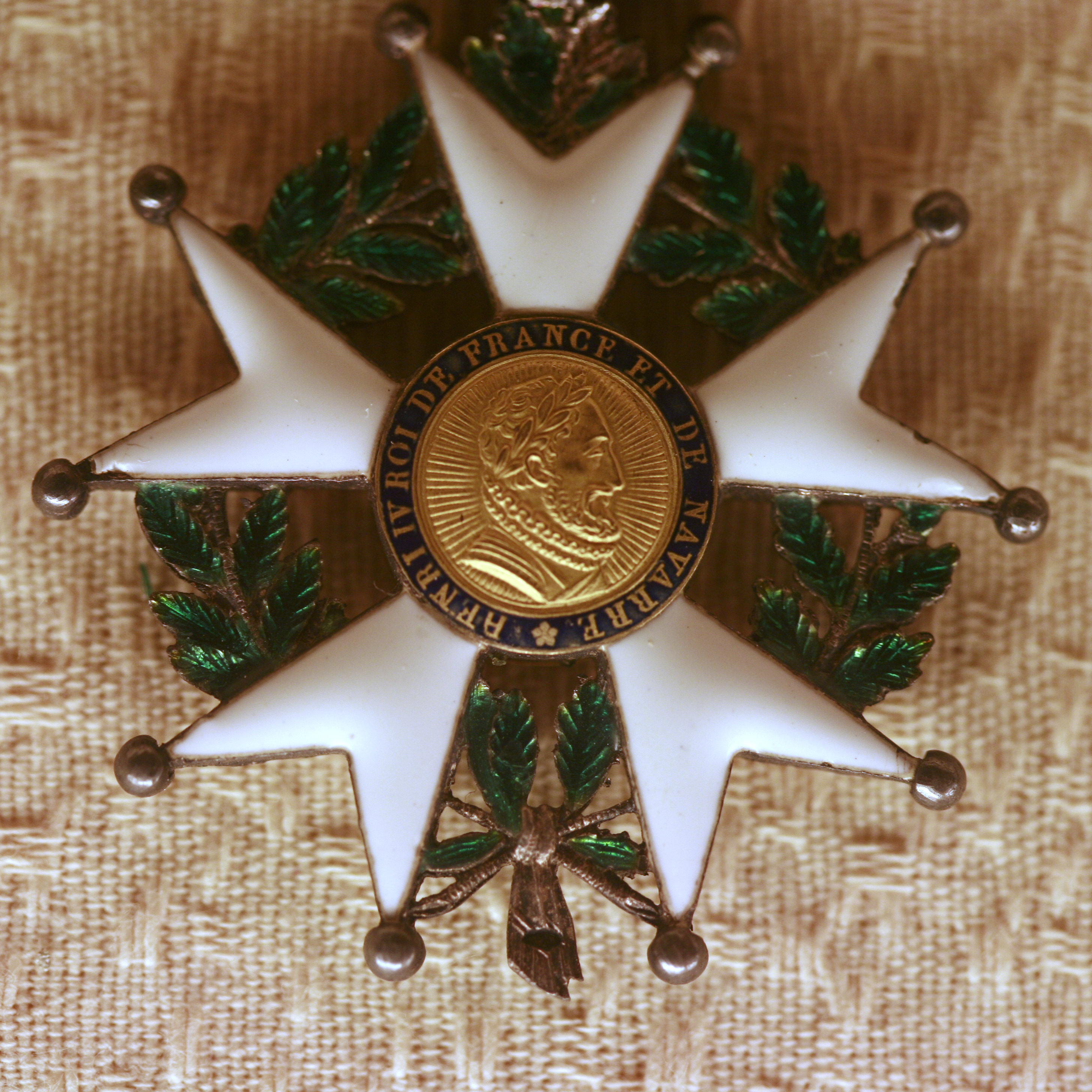
Awers

### II Republika (1848–1852)
- Order: pięcioramienna gwiazda z emaliowanymi na biało ramionami, na których szpicach znajdują się kulki (w klasie V srebrne, w pozostałych złote), między ramionami emaliowany na zielono wieniec laurowo-dębowy.
- Medalion: na awersie profil Napoleona I otoczony napisem Bonaparte Premier Consul 19. Mai 1802, na rewersie dwie skrzyżowane flagi Francji otoczone napisem Republique Française.
- brak zawieszki
- Gwiazda do orderów I i II klasy: w medalionie profil Napoleona I otoczony napisem Bonaparte Premier Consul  – Honneur et Patrie, między ramionami flagi Francji.

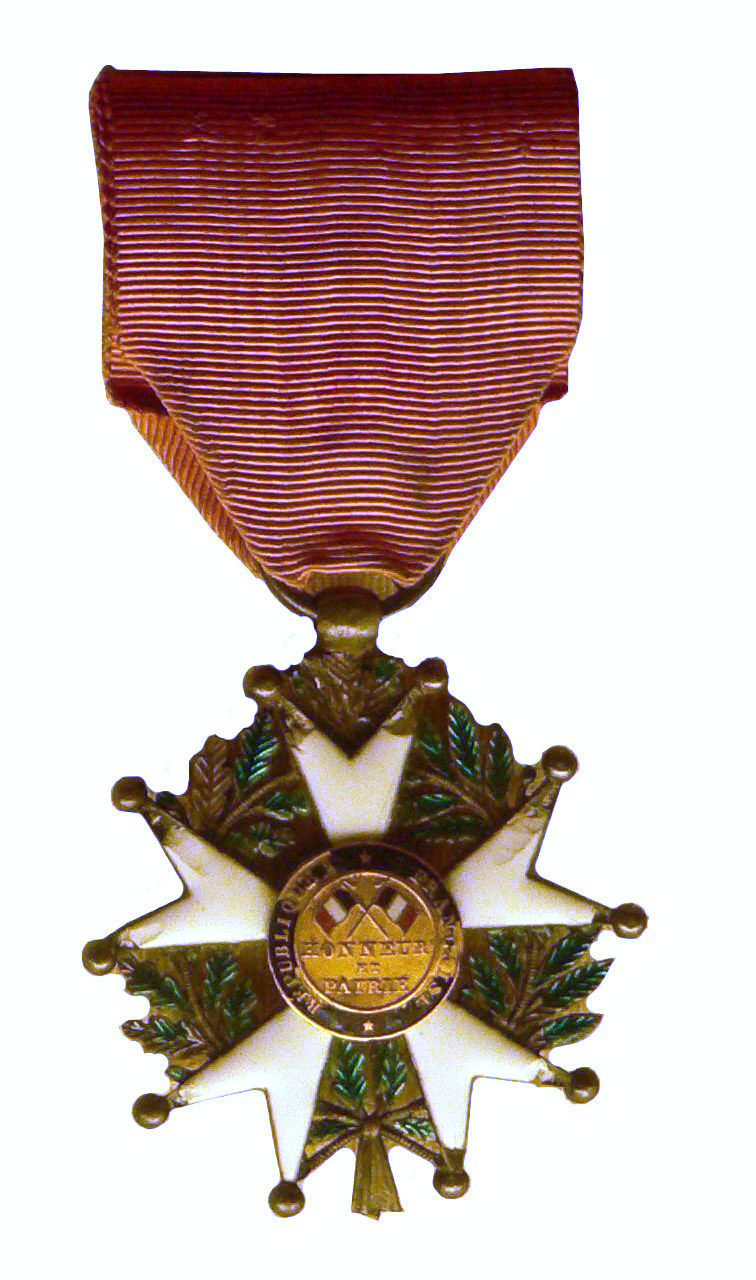
Rewers V klasy

### II Cesarstwo (1852–1870)
- Order: pięcioramienna gwiazda z emaliowanymi na biało ramionami, na których szpicach znajdują się kulki (w klasie V srebrne, w pozostałych złote), między ramionami emaliowany na zielono wieniec laurowo-dębowy.
- Medalion: na awersie profil Napoleona I otoczony napisem Napoléon Emp. des Français, na rewersie orzeł napoleoński
- Zawieszka: złota korona cesarska (w V klasie srebrna).
- Gwiazda do orderów I i II klasy: w medalionie środkowym orzeł napoleoński otoczony napisem Honneur et Patrie, z promieniami między ramionami.

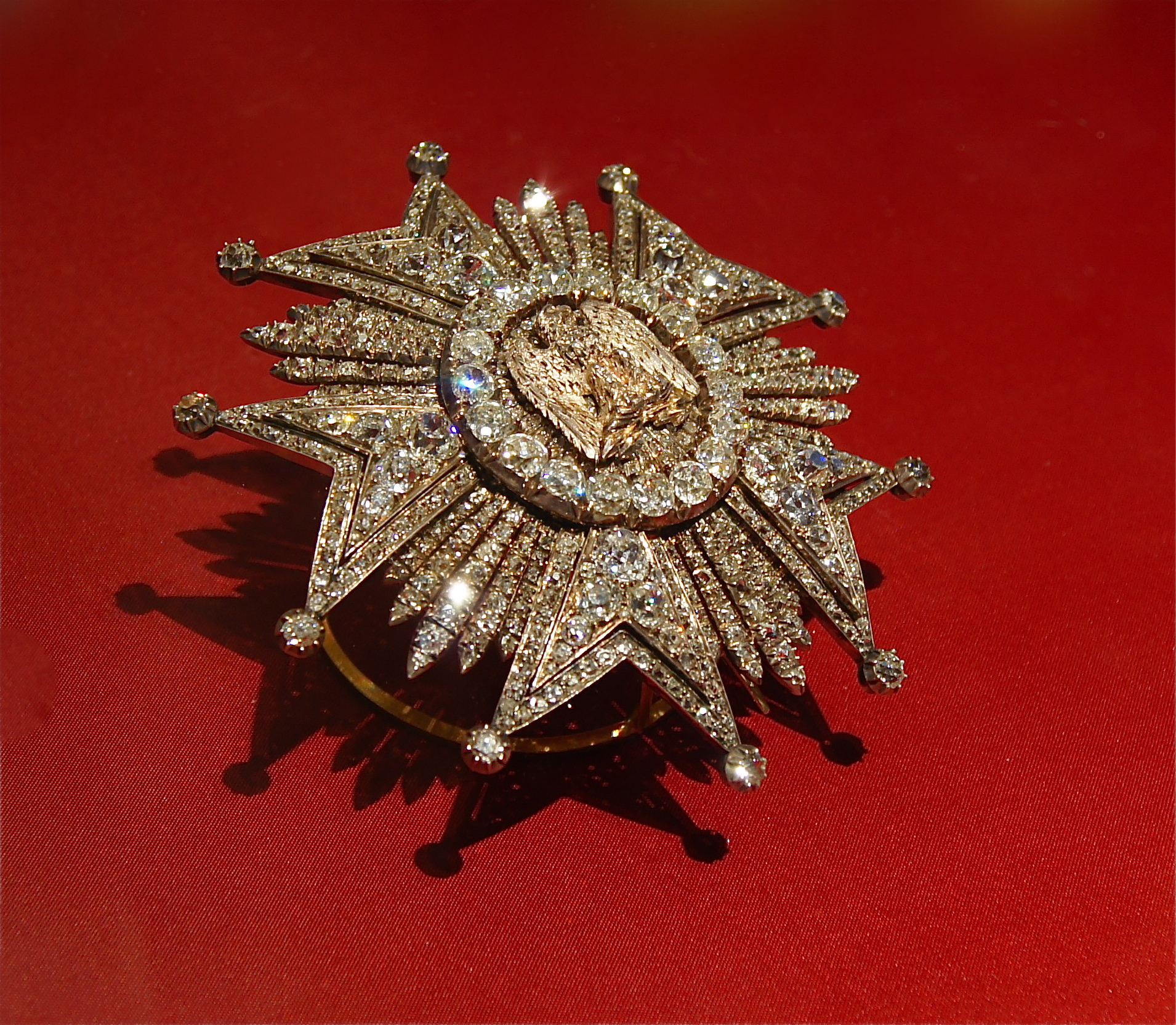
Ozdobiona diamentami gwiazda I klasy
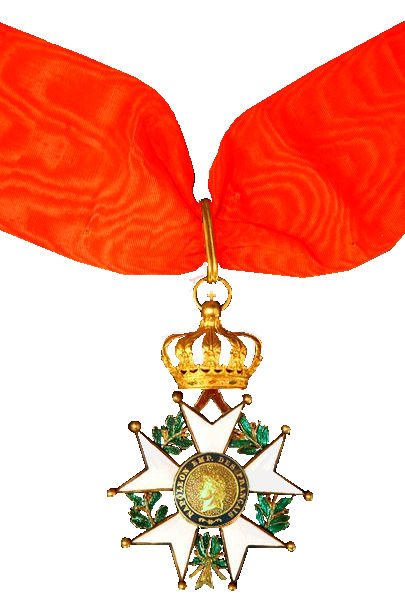
Awers III klasy

### III Republika, Vichy, Wolna Francja, CFLN, Rząd Tymczasowy i IV Republika (1870–1951)
- Order: pięcioramienna gwiazda z emaliowanymi na biało ramionami, na których szpicach znajdują się kulki (w klasie V srebrne, w pozostałych złote), między ramionami emaliowany na zielono wieniec laurowo-dębowy.
- Medalion: na awersie profil Marianne otoczony napisem Republique Française 1870, na rewersie dwie skrzyżowane flagi francuskie otoczony napisem Honneur et Patrie
- Zawieszka: wieniec z liści dębowych i laurowych.
- Gwiazda do orderów I i II klasy: w medalionie głowa kobieca otoczona napisami Republique Française 1870 – Honneur et Patrie, z promieniami między ramionami.

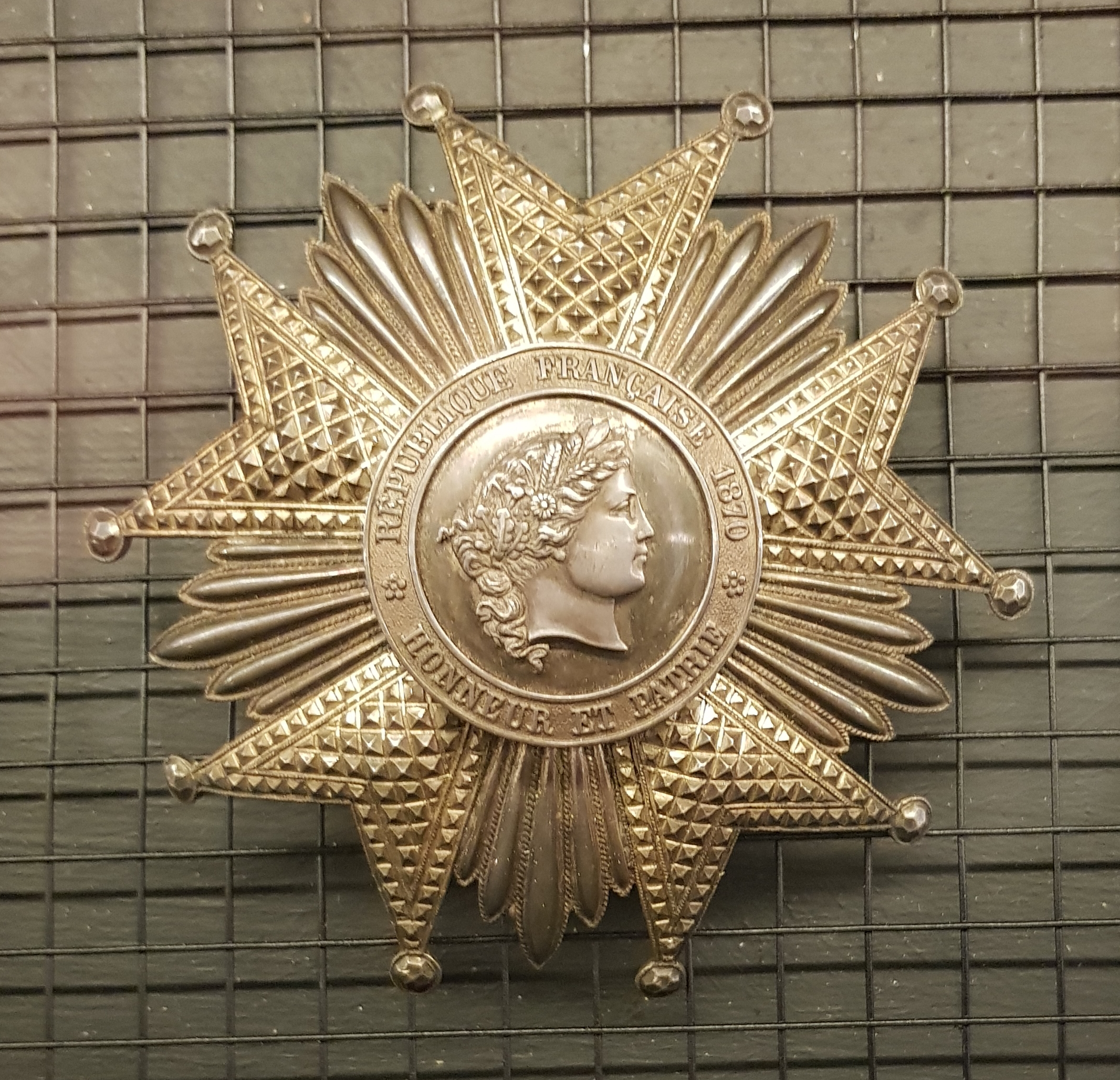
Gwiazda II klasy
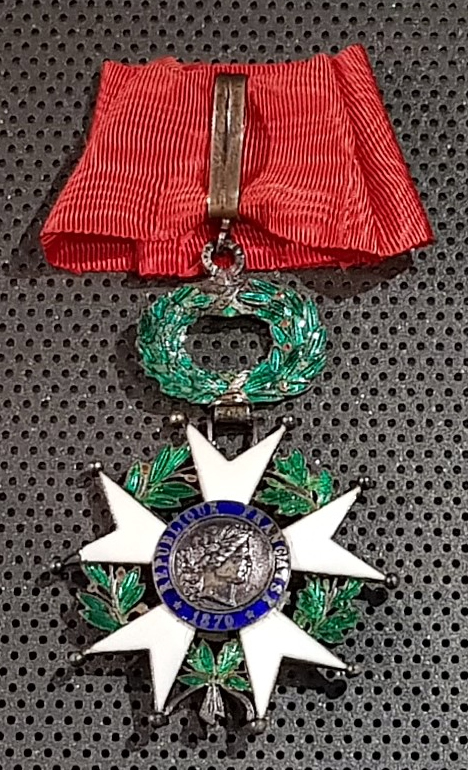
Awers III klasy
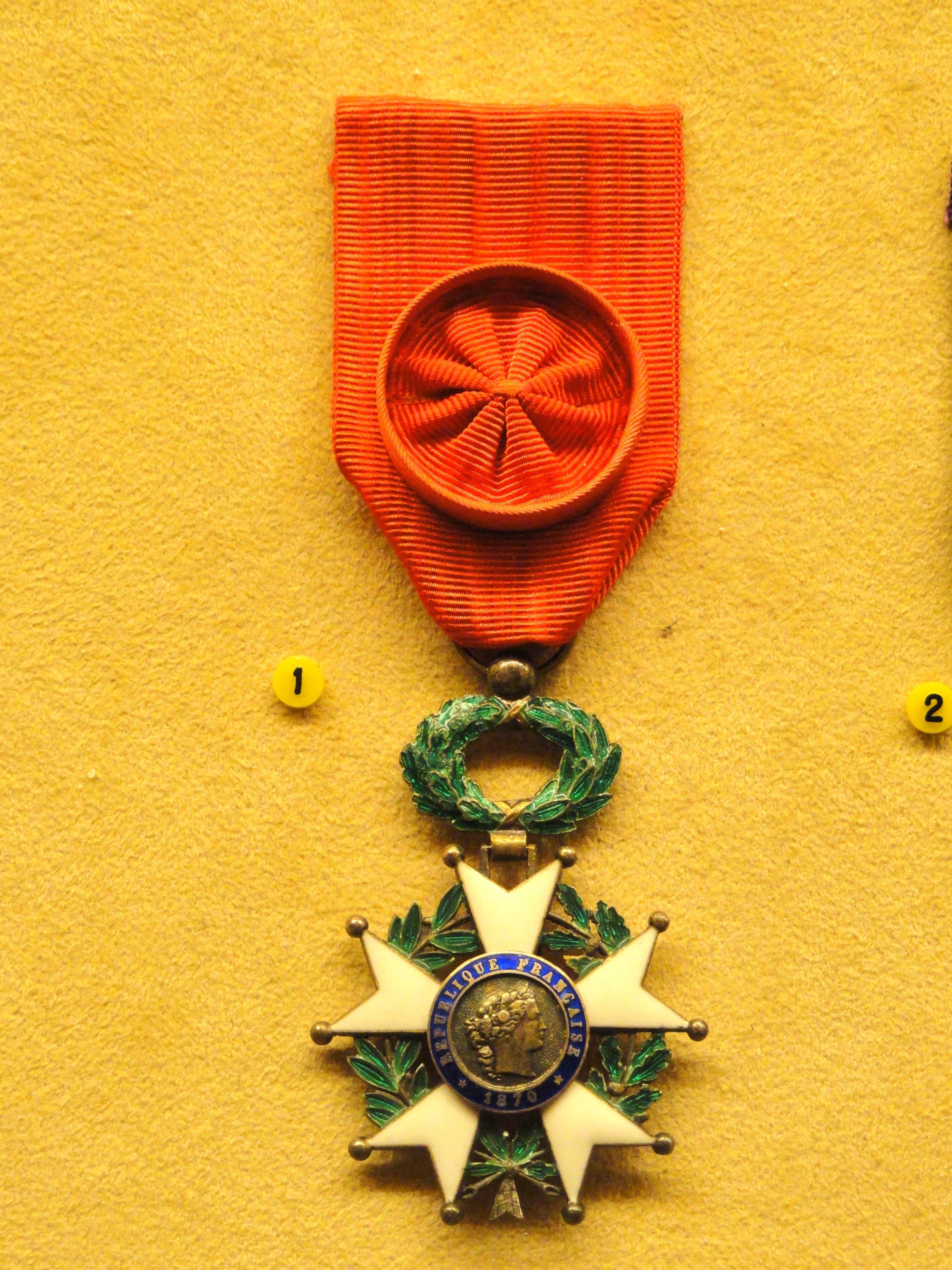
Awers IV klasy

### IV i V Republika (od 1951)
- Order: pięcioramienna gwiazda z emaliowanymi na biało ramionami, na których szpicach znajdują się kulki (w klasie V srebrne, w pozostałych złote), między ramionami emaliowany na zielono wieniec laurowo-dębowy.
- Medalion: na awersie profil Marianne otoczony napisem Republique Française, na rewersie dwie skrzyżowane flagi francuskie otoczony napisem Honneur et Patrie – 29 floréal An X (data ustanowienia Legii według dawnego kalendarza rewolucyjnego).
- Zawieszka: wieniec z liści dębowych i laurowych.
- Gwiazda do orderów I i II klasy: w medalionie głowa kobieca otoczona napisami Republique Française – Honneur et Patrie, z promieniami między ramionami.

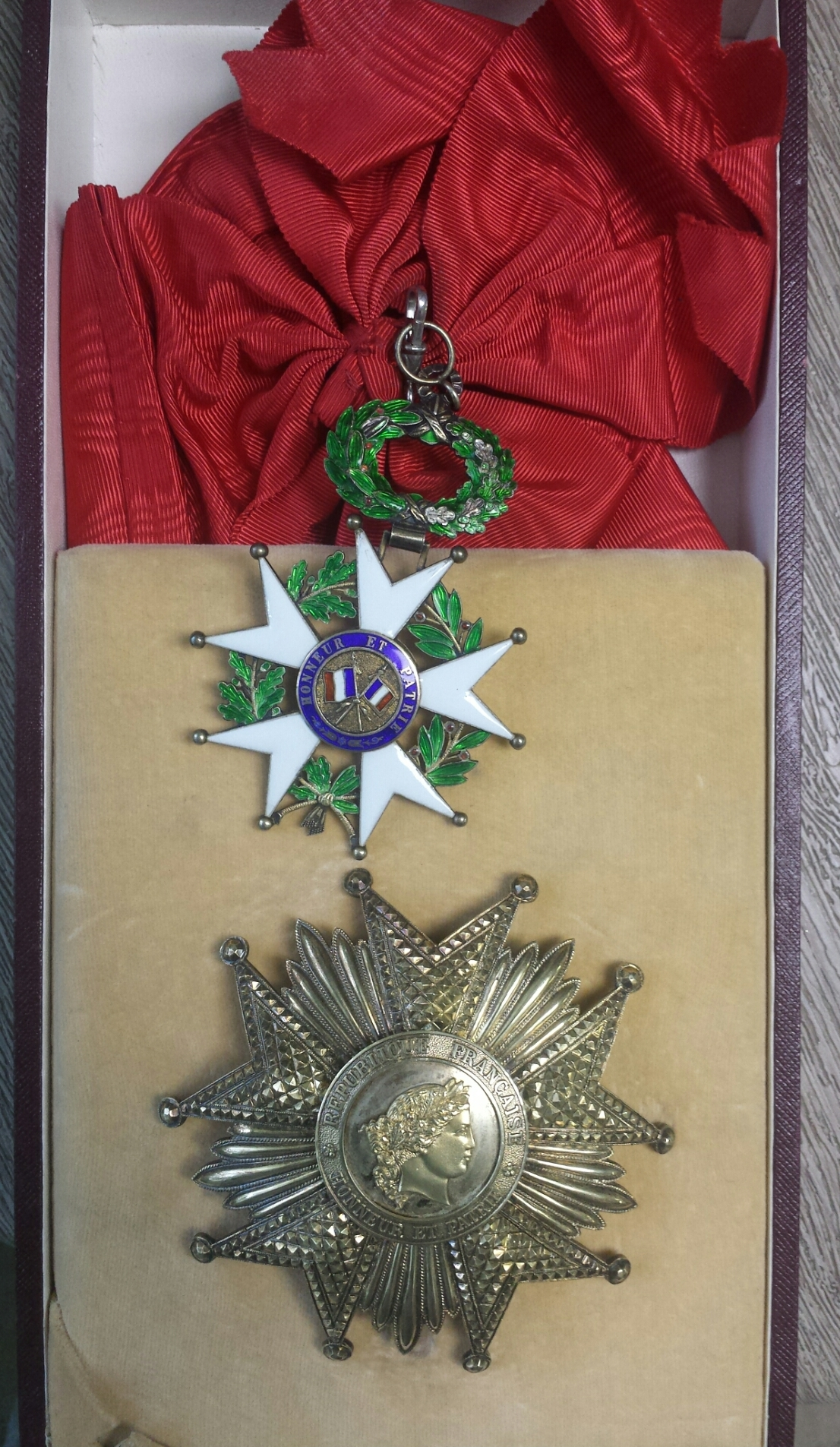
I klasa – gwiazda i rewers orderu
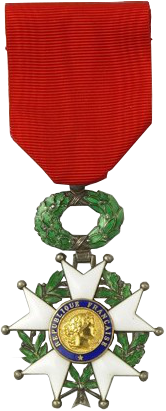
Awers V klasy

### Łańcuch Wielkiego Mistrza
I i II Cesarstwo:
Łańcuch orderu wykonany ze złota składał się z szesnastu medalionów otoczonych emaliowanymi koronami dębowymi. Wieńce połączone są złotymi orłami z otwartymi skrzydłami i trzymającymi w szponach błyskawicami. Po obu stronach małe podłużne medaliony, składające się z pszczół na przemian z gwiazdami, tworzą dwa łańcuchy łączące centralny motyw złożony z litery N (Napoléon) umieszczonego nad orderem.

Łańcuch Wielkiego Mistrza noszony przez Napoleona I i Napoleona III

III Republika:
Wykonany ze złota (565 gramów) i patyny (25 gramów). Zawieszka składa się z dwóch rzędów tworzonych przez rózgi liktorskie pośrodku których znajduje się szesnaście medalionów. Nad samym orderem znajdowały się między dębowymi wieńcami inicjały RF (Republique Française). Na rewersie wyryte są nazwiska Wielkich Mistrzów i data objęcia przez nich urzędu głowy państwa.

Łańcuch Wielkiego Mistrza z czasów III Republiki na Herbie Francji

IV i V Republika:
Zawieszka składa się z szesnastu medalionów, wpisanych w kwadratowe ogniwa połączone na końcach. Łańcuch, łączy się w centralny motyw złożony z monogramu HP (Honneur et Patrie). Na rewersie wyryte są nazwiska Wielkich Mistrzów i data objęcia przez nich urzędu Prezydenta RF.

Łańcuch Wielkiego Mistrza z czasów IV i V Republiki na Herbie Francji

### Wymiary, baretki i sposób noszenia
Insygnia orderów II (Wielki Oficer), IV (Oficer) i V klasy (Kawaler; wcześniej Legionista) mają średnicę 40 mm i są noszone na czerwonej wstążce o szerokości 37 mm (klasy oficerskiej mają dodatkową rozetę) na lewej piersi. Klasa III (Komandor; wcześniej Komendant) o średnicy 60 mm jest noszona na mierzącej 40 mm szerokości czerwonej wstążce pod szyją. Wielki Oficer posiada dodatkowo srebrną gwiazdę o szerokości 90 mm, zawieszoną na prawej piersi. Identyczną, z tym że złoconą, gwiazdę noszą na lewej piersi odznaczeni I klasą (Krzyż Wielki; wcześniej Wielki Orzeł i Wielka Wstęga), którego drugą oznakę stanowi krzyż o średnicy 70 mm zawieszony u dołu przepasanej przez prawe ramię czerwonej wstęgi o szerokości 10 cm. Insygnia Wielkiego Mistrza Legii Honorowej są większe od zwykłego Krzyża Wielkiego i liczą 81 mm średnicy.
Order Narodowy Legii Honorowej jako najwyższy klasą order wojskowo-cywilny noszony jest przed pozostałymi odznaczeniami Republiki Francuskiej. Osoby odznaczone kilkoma klasami noszą (podobnie w przypadku baretek) tylko najwyższą posiadaną klasę orderu. Legia Honorowa może być noszona w postaci miniaturek insygniów orderowych. Na baretkach od klasy czwartej do pierwszej starszeństwo jest oznaczane za pomocą rozetki. Od 1891 miniaturowa rozetka stała się jednocześnie miniaturką orderu noszoną w butonierce cywilnego ubrania podczas gdy nie nosi się zwykłych miniatur czy pełnych insygniów pozostałych odznaczeń (w 1918 zmniejszono jej rozmiar z 20 do 10 mm).
| Sposób noszenia Legii Honorowej | Sposób noszenia Legii Honorowej | Sposób noszenia Legii Honorowej | Sposób noszenia Legii Honorowej | Sposób noszenia Legii Honorowej |
| --- | ------------------------------- | ------------------------------- | ------------------------------- | ------------------------------- |
| |                                 |                                 |                                 |                                 |
| 1 – Kawaler (Chevalier), 2 – Oficer (Officier), 3 – Komandor (Commandeur), 4 – Wielki Oficer (Grand Officier), 5 – Krzyż Wielki (Grand Croix) |                                 |                                 |                                 |                                 |
| Baretki orderu |                                 |                                 |                                 |                                 |
| Kawaler | Oficer                          | Komandor                        | Wielki Oficer                   | Krzyż Wielki                    |

## Odznaczeni
Lista Polaków oznaczonych I klasą:

- 1807 – kom. rząd. Ksawery Szymon Działyński[23]
- 1809 – dow. nacz. ks. Józef Poniatowski[24]
- 1847 – Filip Neriusz Walter
- 1856 – min. franc. Aleksander Colonna-Walewski
- ok. 1900 – min. austr. Agenor Maria Gołuchowski
- 1921 – nacz. marsz. Józef Piłsudski[24]
- 1921 – min. gen. Kazimierz Sosnkowski[24]
- 1921 – min. Eustachy Sapieha[24]
- 1922 – min. Konstanty Skirmunt[24]
- 1924 – min. Aleksander Skrzyński[24]
- 1924 – min. gen. Władysław Sikorski[24]
- 1924 – prez. Stanisław Wojciechowski[24]
- 1925 – prym. Edmund Dalbor[24]
- 1926 – amb. Alfred Chłapowski[24]
- 1927 – min. August Zaleski[24]
- 1928 – prez. Ignacy Mościcki[24]
- 1928 – prem. Kazimierz Bartel[24]
- 1929 – b. prem. Ignacy Jan Paderewski[24]
- po 1929 – min. Józef Beck[24]
- 1936 – marsz. Edward Śmigły-Rydz[24][25]
- 1946 – marsz. Michał Rola-Żymierski[24]
- 1967 – przew. Edward Ochab[24]
- 1967 – I sekr. Władysław Gomułka[24]
- 1967 – prem. Józef Cyrankiewicz[24]
- 1972 – I sekr. Edward Gierek[24]
- 1975 – przew. Henryk Jabłoński[24]
- 1975 – prem. Piotr Jaroszewicz[24]
- 1989 – prez. Wojciech Jaruzelski[24]
- 1991 – prez. Lech Wałęsa[24]
- 1996 – prez. Aleksander Kwaśniewski
- 2012 – prez. Bronisław Komorowski[26]

Pierwszą kobietą artystką, która została odznaczona Legią Honorową, była francuska malarka Rosa Bonheur.